# William Johnston
William Johnston, född 1925, död 2010, är en irländsk jesuit, teolog, mystiker och kristen meditationsledare lever och verkat i Japan i över fyrtio år, bland annat som professor i religionsvetenskap och direktor vid Institutet för orientaliska studier (Sofia universitet). Han har djuplodande erfarenhet av, och kunskap om asiatisk spiritualitet, särskilt buddhismen.

## Skrifter översatta till svenska
- Se - med kärlekens öga: om mystik i kristendom och buddhism. Proprius förlag, Stockholm, 1994.
- Upplyst av kärlek. En handledning i kristen bön och djupmeditation. Katolska bokförl., Veritas, Stockholm, 2002.
- Mystik för en ny tid. Veritas, Stockholm, 2003. Denna bok handlar om kristen mystik och om den interreligiösa dialogen.